# Giovanni da Montecorvino
 Giovanni da Montecorvino  (1247 -ca, 1330) was een monnik uit de orde van de franciscanen en de stichter van de eerste rooms-katholieke kerkgemeenschap in China. In 1313 werd hij door een aantal door Paus Clemens V gezonden suffragaanbisschoppen geconsecreerd tot aartsbisschop van Khanbaliq, het huidige Peking en patriarch van de Rooms-Katholieke Kerk in het hele Oosten.

## Vroegere jaren en achtergrond
Giovanni da Montecorvino werd geboren in Montecorvino Rovella in de huidige Italiaanse provincie Salerno. Hij begon zijn loopbaan als officier en rechter voordat hij zich aansloot bij de orde van de franciscanen. In die laatste hoedanigheid werd hij door de orde als missionaris naar Armenië en het nog door Mongolen bestuurde Il-kanaat, globaal het gebied van het huidige Iran, gezonden. In 1287 reisde hij mee met de missie van Rabban Bar Sauma naar West-Europa. De missie was in opdracht van Arghun, de heerser van het Il-kanaat, en had als opdracht te onderzoeken of een coalitie met West-Europa ( met name Frankrijk) tot de mogelijkheden zou behoren in de strijd tegen de oprukkende islam.
De aankomst van de nestoriaanse Rabban Bar Sauma creëerde ook verwachtingen ten aanzien van de mogelijke hereniging tussen de kerk van Rome en de nestoriaanse kerk in het oosten. Giovanni da Montecorvino werd daarom door Paus Nicolaas IV naar het Mongoolse Rijk gezonden. Hij kreeg  een groot aantal brieven mee waarin Mongoolse heersers uitgenodigd werden christen te worden en voor een aantal christelijke heersers en religieuze leiders in het oosten met de aansporing zich weer te verenigen met de Kerk van Rome. 

## Reis en eerste missieactiviteiten
Giovanni da Montecorvino vertrok in juli 1289 en reisde via Armenië naar Tabriz. Vanuit Hormuz zette hij de reis voort naar India, waar hij dertien maanden in Chennai doorbracht. Eind 1293 arriveerde hij in  Quanzhou en reisde via het keizerskanaal naar Khanbaliq.
Hij had daar een onderhoud met de keizer Chengzong, die de uitnodiging om christen te worden beleefd weigerde. In hetzelfde jaar 1294 wist hij echter Prins George de nestoriaanse  heerser van de Mongoolse stam van de Onggud te bekeren tot het rooms-katholicisme. De volgende vier jaar tot aan het overlijden van Prins George in 1298 leefde hij bij de Onggud, waarvan er een aantal het voorbeeld van de heerser volgden. 
Hij vertaalde grote delen van het Nieuwe Testament in het Oeigoers alsmede het Psalter, waardoor de mis in het Oeigoers kon worden opgedragen. Tijdens deze vier jaar ontmoette hij hevige tegenstand van de nestoriaanse Kerk van het Oosten. Zijn missie bij de Onggud eindigde na de dood van Prins George toen zijn familieleden de bekeerden terug leidden tot het nestorianisme.

## Activiteiten in Peking
Terug in Peking wist hij fondsen te creëren die de bouw van twee kerken mogelijk maakte. Hij bracht daar ongeveer 40 jongens onder die hij van hun ouders had gekocht. Hij onderrichtte hen onder meer in het Latijn. In een brief van 1305 aan Paus Clemens V schreef hij sinds zijn aankomst ongeveer zesduizend mensen bekeerd te hebben. Een volgende brief van 1306 heeft het over enkele duizenden bekeerden. 
In dezelfde brief van 1306 schreef da Montecorvino dat hij zes grote platen had laten maken met afbeeldingen en  inscripties in het Latijn, Oeigoers en Perzisch om te kunnen prediken onder de heidenen en de nestorianen. Dit is een van meerdere aanwijzingen dat de missie geen of nauwelijks bekeerden maakte onder de Chinezen, maar en voor zover dat het geval was vrijwel uitsluitend onder de nestorianen en heidenen die vrijwel allen van Perzische of Turks-Mongoolse afkomst waren. 
De zesduizend dan wel enkele duizenden bekeerden moeten vooral gezocht worden bij de in Peking verblijvende Armeniërs en Alanen. Van de eerste is het aantal onbekend. Het aantal Alanen in Peking moet in deze periode ongeveer dertigduizend bedragen hebben. Deze hadden geen eigen kerken en geestelijke in Peking en werden niet toegelaten tot de nestoriaanse kerken. Zij hadden geen ander alternatief dan de twee kerken die da Montecorvino had laten bouwen. Pas in 1318 werd een eerste Armeense kerk in Peking gebouwd die aan Giovanni da Montecorvino werd opgedragen. 
Kort na zijn consecratie in 1313 verliet de Montecorvino de rooms-katholieke gemeenschap in Peking. De periode tot aan zijn overlijden (ongeveer 1330) bracht hij door in diverse Armeense en Alaanse gemeenschappen. 